# Neretva
Neretva este un râu în Bosnia-Herțegovina și Croația. Se varsă în Marea Adriatică printr-o deltă, aproape de orașul Ploče.